# Église Santa Maria in Cappella
L'église Santa Maria in Cappella est située à Rome,  dans le rione du Trastevere. 

## Histoire
Cette ancienne église est appelée pour la première fois par une plaque, à droite dès l'entrée, qui rappelle le jour de sa consécration (25 mars 1090) par le pape Urbain II, et son nom ad pineam (c'est-à-dire à la pomme de pin). L'appellation actuelle a une origine incertaine et ses interprétations sont différentes. 
L'église est peu mentionnée au cours des siècles suivants. En plus de la consécration d'un autel en 1113, on se souvient de l'église lorsque, pour des raisons de stabilité, la nef droite est fermée au public et qu'en 1391, Andreozzo Ponziani, beau-père de Françoise Romaine fonde, après restauration, l'hôpital du Santissimo Salvatore. À sa mort, l'hôpital resta confié à Françoise Romaine et l'église passa ensuite à ses oblates, les oblates de Tor de 'Specchi, qui le cédèrent en 1540 à la compagnie des barils. 
Les Doria-Pamphilj y exerçaient leur patronage et Innocent X a conféré la propriété en 1650 à Donna Olimpia qui, achetant divers terrains alentour, construit un jardin de délices appelé « les bains de Donna Olimpia », qui donne directement sur le Tibre. On peut toujours voir la façade de Lungotevere Ripa, derrière un mur moderne.
La façade de l'église est le résultat de la restauration de Busiri Vici, tandis que le clocher est encore médiéval (XIIe siècle). L'intérieur comporte trois nefs, divisées par d'anciennes colonnes « nues », récupérées d'autres bâtiments précédents. La décoration intérieure est le résultat des travaux de restauration du XIXe siècle et il ne reste presque rien de médiéval. L'hospice est accessible depuis la cour.
L'église apparaît dans la série Netflix de 2023 Suburræterna.

## Images

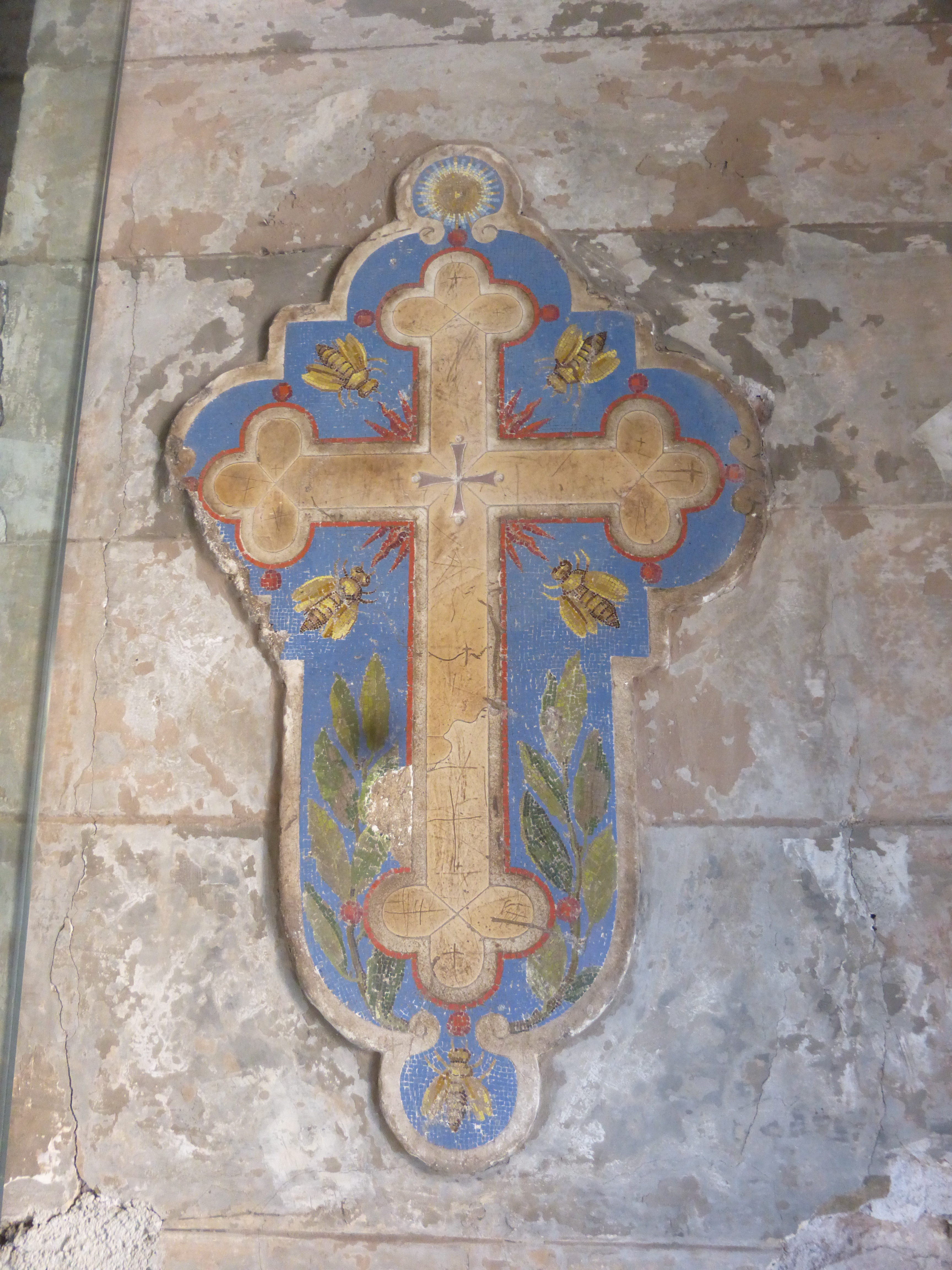
Croix de jubilé d'Urbain VIII.
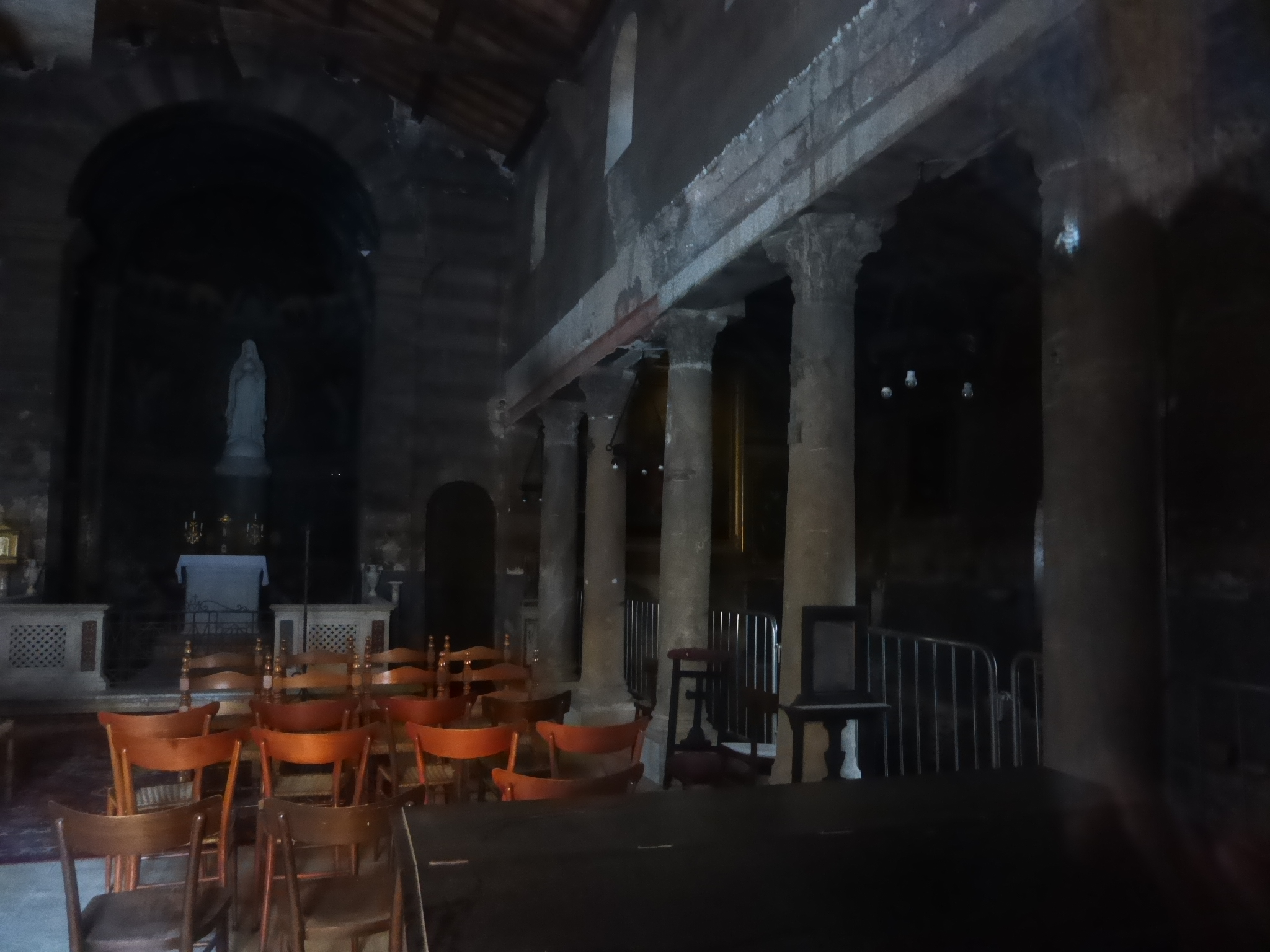
Intérieur.